# Challenger de Vicenza 2016

El torneo Internazionali di Tennis Citta' di Vicenza 2016 es un torneo profesional de tenis. Pertenece al ATP Challenger Series 2016. Se disputará su 3ª edición sobre superficie tierra batida, en Vicenza, Italia entre el 21 al el 29 de mayo de 2016.

## Jugadores participantes del cuadro de individuales
| Favorito | País                 | Jugador              | Rank1 | Posición en el torneo |
| -------- | -------------------- | -------------------- | ----- | --------------------- |
| 1        | Bandera de Portugal  | Gastao Elias         | 98    | Semifinales           |
| 2        | Bandera de Alemania  | Daniel Brands        | 138   | Segunda ronda         |
| 3        | Bandera de Brasil    | Thiago Monteiro      | 139   | Primera ronda         |
| 4        | Bandera de Colombia  | Alejandro González   | 142   | Segunda ronda         |
| 5        | Bandera de Argentina | Renzo Olivo          | 145   | Primera ronda         |
| 6        | Bandera de Argentina | Nicolas Kicker       | 150   | Cuartos de final      |
| 7        | Bandera de Italia    | Luca Vanni           | 159   | Segunda ronda         |
| 8        | Bandera de España    | Daniel Gimeno-Traver | 161   | Cuartos de final      |

- 1 Se ha tomado en cuenta el ranking de mayo de 2016.

### Otros participantes
Los siguientes jugadores recibieron una invitación (wild card), por lo tanto ingresan directamente al cuadro principal (WC):
- Francisco Bahamonde
- Lorenzo Sonego
- Matteo Donati
- Edoardo Eremin

Los siguientes jugadores ingresan al cuadro principal tras disputar el cuadro clasificatorio (Q):
- Tomislav Brkić
- Viktor Galović
- Stefano Napolitano
- Pere Riba

## Campeones

### Individual Masculino
- Guido Andreozzi derrotó en la final a  Pere Riba, 6–0, ret.

### Dobles Masculino
- Andrey Golubev /  Nikola Mektić derrotaron en la final a  Gastão Elias /  Fabrício Neis, 6–3, 6–3